# دان تشياسون
دان تشياسون (بالإنجليزية: Dan Chiasson)‏ هو شاعر أمريكي، ولد في 9 مايو 1971 في برلينغتون في الولايات المتحدة.